# Burning Brides
Burning Brides é um grupo de hard rock e heavy metal americano, natural da Filadélfia, Pennsylvania. Formado em 1999 por de Dimitri Coats (guitarra e vocais), Melanie Campbell (baixo) e Mike Ambs (bateria), tornou-se conhecido por abrir concertos do White Stripes, Audioslave e Marilyn Manson, depois adquiriram uma certa notoriedade com o lançamento do seu primeiro álbum Fall of the Plastic Empire em 2001.
Misturando influências de garagem, rock alternativo e do heavy metal, o grupo adquiriu certa fama na cena americana (que culminou com a sua apresentação no festival Lollapalooza, em 2003) e, em menor medida, internacional. Algumas canções, como Heart Full of Black estão incluídas na trilha sonora de vários jogos de vídeogame de PlayStation 2, como Guitar Hero e Burnout 3: Takedown, assim, ajudando a popularizar o grupo fora das fronteiras dos Estados Unidos, além da entrada de Dimitri Coats para a banda punk Off!, liderada por Keith Morris, o que gerou mais visibilidade. O filme Suck, de 2009, incluiu duas canções de seu álbum Anhedonia.
Em 2014 Dimitri e Melanie se separam e acabam a banda.

## Integrantes
- Dimitri Coats – guitarra, vocal (1999–2014)
- Melanie Coats – guitarra (1999–2014)
- Mike Ambs – bateria (1999–2002)
- Jason Kourkounis – bateria (2002–05)
- Pete Beeman – bateria (2005–08)

## Discografia
- 1999 : Smells Like Bleach: A Tribute to Nirvana
- 2001 : Fall of the Plastic Empire (regravado em 2002)
- 2003 : Gimme Skelter: Buddyhead Presents (compilação)
- 2004 : Leave No Ashes
- 2004 : Buddyhead Suicide (compilação)
- 2007 : Hang Love
- 2008 : Anhedonia